# Speedway
Speedway (с англ. Спидвей) — альбом американского певца Элвиса Пресли, вышедший в 1968 году, саундтрек к фильму «Спидвей».

## Об альбоме
Диск занял 82-е место в американском хит-параде, что было катастрофическим показателем для Пресли, у которого к тому времени из 30 альбомов лишь один опускался ниже 40-го места.
«Speedway» стал для Пресли последним более-менее полноценным саундтреком к художественному фильму: для всех последующих художественных киноработ певец записывал лишь несколько песен. Как и на предыдущих подобных альбомах, собственно песни из кинофильма дополнялись случайными записями с разных сессий: здесь помимо песен, записанных 19-26 июня 1967 для фильма, также присутствуют «Mine» (сентябрь 1967) и «Goin' Home» (январь 1968), а «Western Union» лежала на полке с мая 1963 года. Это последний альбом Пресли, вышедший одновременно в стерео- и моноформате.
В целом альбом выдержан в традиционной для киноработ Пресли 60-х гг. манере. На этом альбоме впервые можно услышать также песню в чужом исполнении: «Your Groovy Self» в исполнении Нэнси Синатры (она также поёт дуэтом «There Ain’t Nothing Like A Song»).
20 июня 1968 года, во время работы над телешоу «Элвис», Пресли перезаписал в студии песню «Let Yourself Go»: это один из редких примеров, когда Пресли заново записывал уже выпущенную песню.

## Список композиций
1. Speedway
2. There Ain’t Nothing Like A Song
3. Your Time Hasn’t Come Yet Baby
4. Who Are You (Who Am I)
5. He’s Your Uncle Not Your Dad
6. Let Yourself Go
7. Your Groovy Self
8. Five Sleepy Heads
9. Western Union
10. Mine
11. Going Home
12. Suppose

Форматы: грампластинка

## Альбомные синглы
- Your Time Hasn’t Come Yet Baby / Let Yourself Go (май 1968)